# Just One Last Dance
Just One Last Dance ist ein Song der deutschen Pop-Sängerin Sarah Connor, den sie im März 2004 als ihre zweite Single-Auskopplung aus ihrem dritten Studioalbum Key to My Soul veröffentlichte. Die Single wurde in Deutschland mit Gold ausgezeichnet.
Die Version des Albums wurde nur von Connor eingesungen, die als Single veröffentlichte Version wurde mit der Band Natural eingespielt. Ihr Mann Marc Terenzi singt hier ein Duett mit seiner Frau.

## Musikvideo
Die Regie zum Musikvideo führte Oliver Sommer. Die Handlung des Musikvideos lehnt sich an West Side Story an, hat jedoch ein Happy End. Marc Terenzi erlitt bei einem Zusammenprall im Footballspiel des Musikvideos einen Rippenbruch und musste nach dreistündigen Krankenhausaufenthalt noch acht Stunden an den Dreharbeiten teilnehmen. Sarah Connor trug während des Drehens weite Kleidung, um ihre Schwangerschaft zu kaschieren. Im Musikvideo wird gezeigt, wie sich Sarah Connor als Schülerin einer High-School in ihren Mitschüler verliebt, den ihr damaliger Ehemann Marc Terenzi spielt. Marc Terenzi und seine Band Natural spielen eine High-School-Gang. Ihr Filmbruder ist der Anführer einer anderen Gang. Er hasst ihren Freund deswegen und drangsaliert ihn, um Sarah und Marc auseinanderzubringen. Bei einem Footballspiel, das die beiden Gangs gegeneinander spielen, rennt er Marc sogar um. Marcs Team verliert schließlich das Spiel. Am Ende gehen Marc und Sarah zusammen zum Abschlussball und tanzen miteinander. Sarahs Filmbruder will auf Marc losgehen, wird aber von seiner Freundin davon abgehalten und besinnt sich schließlich anders. Am Ende des Videos küssen Marc und Sarah einander.

## Titelliste der Single
Europäische CD-Single
1. Just One Last Dance (Radio-Version) (4:11)
2. Just One Last Dance (College Radio-Version) (4:02)

Europäische Maxi-Single
1. Just One Last Dance (Radio-Version) (4:11)
2. Just One Last Dance (College Radio-Version) (4:02)
3. Just One Last Dance (Kayrob Dance-Mix) (3:53)
4. Just One Last Dance (Video-Version) (4:28)
5. Work It Right Tonight (5:00)
6. Just One Last Dance (Video) (4:28)

## Rezeption

### Rezensionen
cdstarts.de stellt sich die Frage, ob „Just one last dance nicht wie eine Mischung aus From Sarah with Love und Skin on Skin“ klinge, bescheinigt dem Lied jedoch, es könne sich „locker in allen Charts der Welt platzieren“. laut.de bemängelt, dass Sarah Connor bei Just One Last Dance oder Two Becomes One „mit samtweicher, manchmal lasziv angerauter Stimme der kitschigen Seite des Soulpops“ fröne.

### Charts und Chartplatzierungen
In den Charts konnte sich Just One Last Dance, genau wie die Vorgänger-Single Music Is the Key, an der Spitze der deutschen Charts platzieren.
| ChartsChartplatzierungen | Höchstplatzierung | Wochen |
| ------------------------ | ----------------- | ------ |
| Deutschland (GfK)        | 1 (16 Wo.)        | 16     |
| Österreich (Ö3)          | 5 (17 Wo.)        | 17     |
| Schweiz (IFPI)           | 8 (17 Wo.)        | 17     |

### Auszeichnungen für Musikverkäufe
| Land/Region        | Auszeichnungen für Musikverkäufe (Land/Region, Auszeichnung, Verkäufe) | Verkäufe |
| ------------------ | ---------------------------------------------------------------------- | -------- |
| Deutschland (BVMI) | Gold                                                                   | 150.000  |
| Insgesamt          | 1× Gold ·                                                              | 150.000  |